# Álvaro Pereira de Carvalho
Álvaro Pereira de Carvalho (Mamanguape, 19 de fevereiro de 1885 — João Pessoa, 5 de outubro de 1952) foi um político e escritor brasileiro.
Devido ao assassinato de João Pessoa, em 26 de julho de 1930, assumiu o governo na qualidade de vice-presidente, de 26 de julho a 4 de outubro de 1930. Inaugurou a cadeira de número 23 da Academia Paraibana de Letras.